# Dennis Landgraf

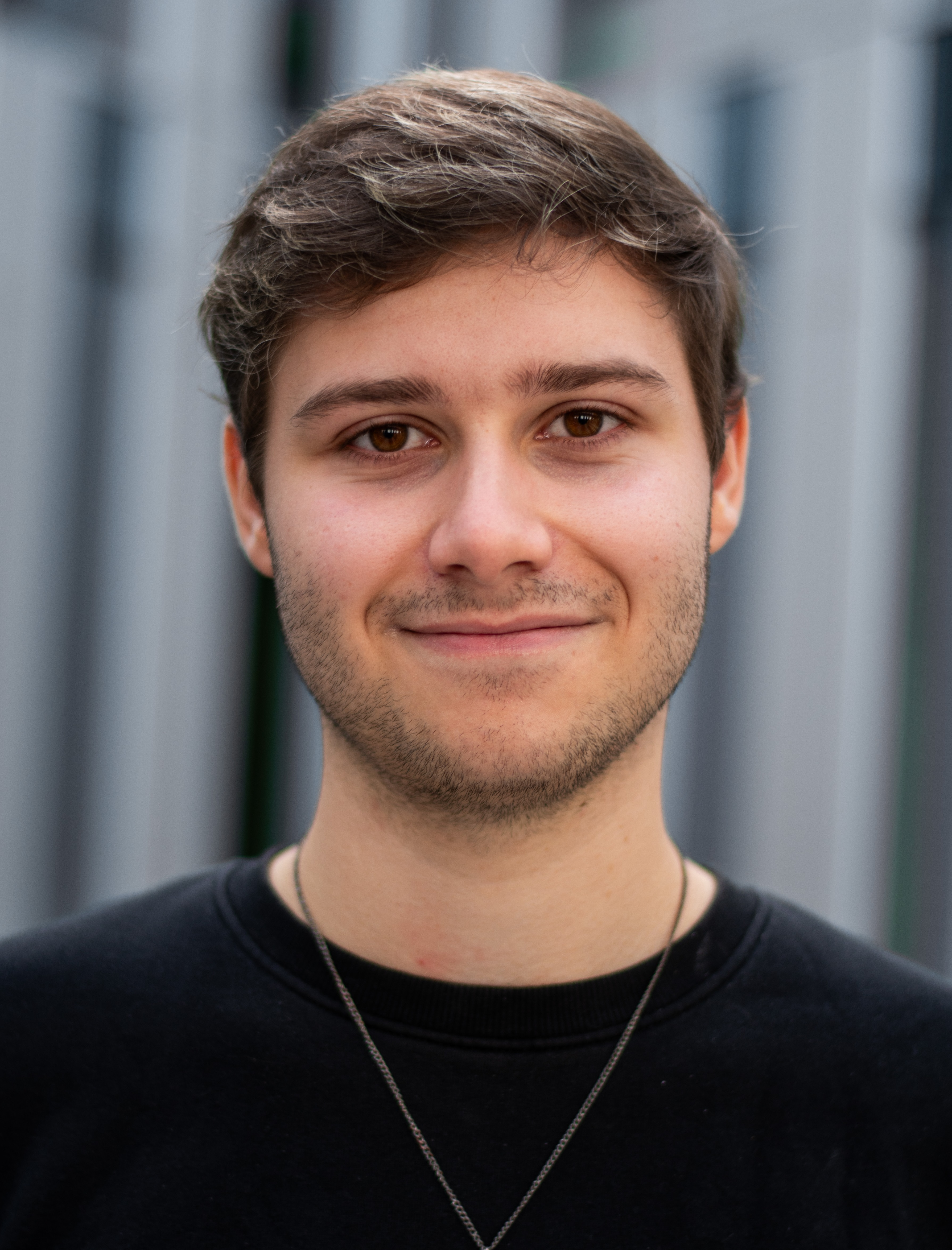
Dennis Landgraf

Dennis Shawn Landgraf (* 26. Januar 2001 in Geislingen an der Steige) ist ein deutscher Politiker. Seit Oktober 2024 ist er einer von insgesamt drei gleichberechtigten Bundesvorsitzenden der Tierschutzpartei.

## Leben
Landgraf wuchs in Wiesensteig als Einzelkind bei seiner allein erziehenden Mutter auf. Seine Eltern stammen ursprünglich aus dem Erzgebirge. Von 2018 bis 2022 arbeitete er als Medientechniker bei Daimler. Seit Ende 2022 studiert er an der Hochschule der Medien Stuttgart Wirtschaftsinformatik. Seit 2023 lebt er in Stuttgart.

## Politik
Landgraf engagierte sich zunächst bei Fridays for Future, in deren Ortsgruppe er jahrelang als Pressesprecher fungierte. Während dieser Zeit organisierte er unter anderem Dinge wie Großdemonstrationen und Kampagnen. Darüber hinaus engagierte er sich für PETA und war für diese als Tierrechtsreferent tätig.
Im Januar 2024 trat er in die Tierschutzpartei ein. Bei den Kommunalwahlen im selben Jahr wurde er in den Stadtrat von Stuttgart gewählt, dem er seither angehört. Ein Vierteljahr später wurde er als Beisitzer in den baden-württembergischen Landesvorstand gewählt.
Auf dem 48. Bundesparteitag, der am 5. und 6. Oktober 2024 stattfand, wurde Landgraf neben Paula López Vicente und Bernd Kriebel zu einem von drei gleichberechtigten Bundesvorsitzenden gewählt.
Bei der Bundestagswahl 2025 kandidierte er auf dem zehnten Platz der Landesliste seiner Partei.